# Biely Kostol
Biely Kostol es un municipio del distrito de Trnava en la región de Trnava, Eslovaquia, con una población estimada a final del año 2024 de 2553 habitantes.
Se encuentra ubicado en el centro de la región, cerca del río Váh (cuenca hidrográfica del Danubio) y de la frontera con la región de Bratislava.

## Demografía
| Año        | 1994 | 2004    | 2014     | 2024     |
| ---------- | ---- | ------- | -------- | -------- |
| Población  | 1092 | 1200    | 1611     | 2553     |
| Diferencia |      | +9,89 % | +34,25 % | +58,47 % |

| Año        | 2023 | 2024    |
| ---------- | ---- | ------- |
| Población  | 2531 | 2553    |
| Diferencia |      | +0,86 % |